# 18550 Maoyisheng
18550 Maoyisheng este un asteroid din centura principală de asteroizi.

## Descriere
18550 Maoyisheng este un asteroid din centura principală de asteroizi. A fost descoperit pe 9 ianuarie 1997 la Xinglong în cadrul programului Beijing Schmidt CCD Asteroid Program. Asteroidul prezintă o orbită caracterizată de o semiaxă mare de 3,00 ua, o excentricitate de 0,04 și o înclinație de 6,8° în raport cu ecliptica.